# Horcruxe
Pour un article plus général, voir Objets magiques de Harry Potter.
Un horcruxe (Horcrux en anglais) est un objet hautement maléfique issu de l'univers de Harry Potter. Un sorcier y dissimule une partie de son âme, s'assurant ainsi l'immortalité lorsque son corps vient à être détruit. 
Le horcruxe ne peut être créé qu'en assassinant un autre être humain, tout en utilisant un sortilège spécifique qui permet de placer un fragment de son âme dans un objet. Le fragment d'âme qui demeurait dans le corps du créateur de l'objet est épargné, au même titre que celui qui se cachait dans cet objet quand le possesseur est victime d'un événement en principe mortel. 
Les horcruxes sont pour la première fois identifiés dans Harry Potter et le Prince de sang-mêlé (l'un d'eux a toutefois déjà été détruit à la fin de Harry Potter et la Chambre des secrets) : Lord Voldemort en a créé sept (le sixième – Harry Potter lui-même – était involontaire), et Harry Potter et ses amis doivent les détruire un par un pour parvenir à le rendre à nouveau mortel. Ils constituent les éléments centraux de l'intrigue de Harry Potter et les Reliques de la Mort.

## Présentation
Selon le professeur Slughorn, créer un horcruxe relève de la magie la plus noire. Il explique à Tom Elvis Jedusor, futur Voldemort, son intérêt et son utilité. Tom interroge également Slughorn sur la possibilité de créer plusieurs horcruxes. Slughorn confirme que d'un point de vue théorique, cela peut effectivement donner un grand pouvoir, mais que l'idée est effrayante et inédite. Dumbledore suppose que Lord Voldemort, dans sa quête de l'immortalité, a cherché à en réaliser sept — le nombre magique le plus puissant selon ce dernier —, mais que la septième partie de son âme résiderait finalement dans son corps reconstitué. Pour pouvoir détruire Voldemort définitivement, Harry Potter doit rechercher et détruire ces différents horcruxes avant d'attaquer Voldemort lui-même. En raison de sa mégalomanie, Voldemort préfère utiliser des objets à forte valeur symbolique : cet indice permettra à Dumbledore de deviner correctement certains des objets que Voldemort a choisis pour devenir des horcruxes. Dumbledore ne précise qu'au dernier moment que Harry Potter constitue lui-même un horcruxe supplémentaire et involontaire.
Hermione Granger pratique un sortilège d'attraction sur les livres du bureau de Dumbledore après la mort de celui-ci, et notamment sur les livres traitant des horcruxes, qui lui sont accessibles sans difficulté. Selon ses recherches, un horcruxe est « l'exact opposé d'un être humain » : lorsqu'un horcruxe est détruit, c'est la parcelle d'âme contenue dans le horcruxe qui est détruite alors que si quelqu'un est tué, c'est le corps qui est touché et l'âme reste intacte. Ces livres expliquent aussi qu'il est possible de réunir à nouveau son âme après avoir créé un horcruxe si l'on éprouve du remords pour ses actes ; Harry et ses amis écartent immédiatement cet espoir dans le cas de Voldemort. Enfin, les livres précisent qu'une âme déchirée devient très instable, ce que Harry identifie à l'aspect de plus en plus inhumain de Voldemort à mesure qu'il s'enfonce dans le monde de la magie noire.

## Étymologie
Selon Blandine Le Callet, auteure du livre Le monde antique de Harry Potter, le mot Horcruxe (même terme en français qu'en version originale) serait un néologisme issu du français « hors » (« en dehors de ») et de l'anglais crux (« le nœud », au sens de « cœur » d'une chose), faisant ainsi référence à un élément essentiel placé en dehors du corps de son propriétaire. 
Par extension, crux peut aussi faire référence, en latin, à la peine ou au tourment (ici, celui de Voldemort, placé en dehors de lui-même grâce à ses horcruxes). J. K. Rowling aurait pu user du double-sens de ce mot.

## Horcruxes de Voldemort
Le tableau suivant présente les sept horcruxes de Voldemort dans l'ordre chronologique de leur destruction. Il précise pour chacun d'entre eux son intérêt aux yeux de Voldemort, sa victime associée, sa cachette, ainsi que l'identité de la personne l'ayant détruit. Il est à noter que les horcruxes sont détruits les uns après les autres dans l'ordre de leur création, le premier – le journal intime de Tom Jedusor – créé en 1943 et détruit en 1993, et le dernier – Nagini – créé en 1994 et détruit en 1998. 
| Horcruxe                        | Origine / intérêt de Voldemort                                                                                        | Victime associée               | Cachette                                                               | Détruit par                | Méthode                              |
| ------------------------------- | --- | ------------------------------ | ---------------------------------------------------------------------- | -------------------------- | ------------------------------------ |
| Journal intime de Jedusor       | Le journal prouve qu'il est l'héritier de Serpentard                                                                  | Mimi Geignarde                 | Confié à Lucius Malefoy                                                | Harry Potter (Année 2)     | Croc de basilic                      |
| Bague des Gaunt                 | Appartenait à sa mère. Ancienne propriété de l'un des trois frères Peverell, sertie de l'une des reliques de la mort. | Tom Jedusor Senior             | Ruines de la maison des Gaunt                                          | Albus Dumbledore (Année 6) | Épée de Gryffondor                   |
| Médaillon de Salazar Serpentard | Ancienne propriété d'un cofondateur de Poudlard                                                                       | Un clochard moldu              | Caverne en bord de mer                                                 | Ron Weasley (Année 7)      | Épée de Gryffondor                   |
| Coupe de Poufsouffle            | Ancienne propriété d'une cofondatrice de Poudlard                                                                     | Hepzibah Smith                 | Chambre forte des Lestrange à Gringotts                                | Hermione Granger (Année 7) | Croc de basilic                      |
| Diadème de Serdaigle            | Ancienne propriété d'une cofondatrice de Poudlard                                                                     | Un paysan albanais             | Salle aux Objets Perdus (une forme de la Salle sur Demande à Poudlard) | Crabbe (Année 7)           | Sortilège du Feudeymon               |
| Harry Potter                    | Involontaire | Lily Potter (horcruxe imprévu) | Aucune (Voldemort ignore son existence)                                | Voldemort (Année 7)        | Sortilège de la mort (Avada Kedavra) |
| Nagini                          | Compagnon | Bertha Jorkins                 | Le serpent suit son maître                                             | Neville Londubat (Année 7) | Épée de Gryffondor                   |

### Journal intime de Tom Jedusor
Le journal intime de Tom Jedusor est un simple journal acheté chez un papetier moldu sur Vauxhall Road. Il le tient durant sa scolarité à Poudlard. À l'âge de seize ans, il tue Mimi Geignarde avec le basilic pour conserver celui qu'il était à ce moment-là. Devenu Lord Voldemort, il le confie à Lucius Malefoy. Les initiales « T. E. Jedusor » sont inscrites à l’intérieur sur la première page. 
Malefoy — ne connaissant pas son importance —, le glisse dans les affaires de Ginny Weasley. Après s'être confiée au journal, celui-ci prend possession d'elle et l'oblige à ouvrir la Chambre des secrets et à attaquer les élèves de l'école. Lorsqu'elle découvre son pouvoir, elle tente de s'en débarrasser en le jetant dans les toilettes de Mimi Geignarde, où il est découvert par Harry. Celui-ci écrit dedans et est entraîné dans un souvenir de Jedusor, qui montre que Rubeus Hagrid aurait ouvert la Chambre des secrets, cinquante ans plus tôt. Peu après, Ginny lui vole le journal et retombe sous son emprise. Elle est finalement emmenée dans la Chambre où l'horcruxe tente de reprendre vie en volant celle de Ginny Weasley.
Lors du combat dans la Chambre des secrets, le horcruxe prend la forme de Tom Jedusor jeune et tente de tuer Harry. Ce dernier détruit alors le journal avec un croc du basilic. Un jet d'encre jaillit à gros bouillons du livre et l'incarnation de Lord Voldemort disparaît. Ne sachant pas ce que c'est, Harry le récupère et le ramène à Albus Dumbledore pour qu'il l'examine.
En 1995, Voldemort entre dans une colère noire en apprenant que Lucius Malefoy a laissé le journal être détruit trois ans plus tôt. C'est ce premier objet qui lance Dumbledore sur la piste de la vérité concernant le secret de Voldemort et la création des horcruxes.

« Je n’ai jamais apprécié ces petits bouquins manipulateurs, considérant tout particulièrement la terrible tentation pour une jeune fille d’y déverser son cœur. On ne mesure pas la puissance d’une chose capable de répondre à nos questions. Mais à cette époque je ne connaissais pas les forums de discussion sur Internet. Depuis, je me dis « Tiens, ça y ressemble fortement ». On y saisit ses pensées les plus profondes et l’on reçoit des réponses en retour, sans vraiment savoir qui les donne. Dans le livre, ça a donc été pour moi une image assez effrayante […]. Lorsqu’il commence à écrire et à recevoir des réponses, on peut saisir le véritable pouvoir de cette chose, de cet ami secret que l’on cache dans sa poche. »

— J. K. Rowling (interview donnée en février 2003)

### Bague des Gaunt

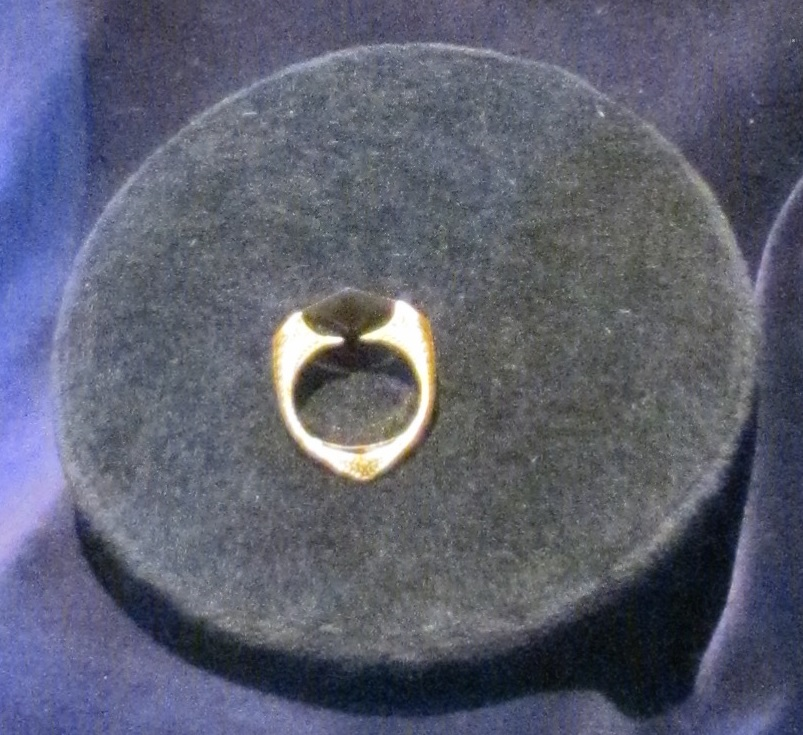

La bague des Gaunt est sertie de la pierre de résurrection, l'une des reliques de la Mort. La bague est transmise de génération en génération depuis Cadmus Peverell, un des trois frères Peverell qui demanda à la Mort une pierre de résurrection permettant de faire revenir les esprits défunts. Elle est frappée d'un triangle, d'un cercle et d'un trait, symbolisant les reliques.
Tom Elvis Jedusor, alors élève de sixième année, se rendit dans la maison qui appartenait à son grand-père, Elvis Marvolo Gaunt. Il y rencontra Morfin, le frère de sa mère, qui lui apprit que son père était un moldu. Morfin se présenta également comme un descendant de Salazar Serpentard et lui montra sa bague comme preuve de ses dires. Tom vola alors la baguette de son oncle, le stupéfixa et prit sa bague avant de tuer son père et ses grands-parents paternels. Il modifia ensuite les souvenirs de son oncle pour qu'il s'accuse de ce triple meurtre. Morfin finit ainsi ses jours à Azkaban. Voldemort fait de cette bague son deuxième Horcruxe lors du meurtre de son propre père, sans savoir qu'il a transformé une puissante Relique en Horcruxe.
Dans le sixième tome, en explorant aux côtés d'Albus Dumbledore les souvenirs de Voldemort, Harry Potter découvre la bague en tant que telle. Il apprend alors que celui-ci a acquis la bague l'été précédent. Après la découverte de la réalité des horcruxes, Dumbledore confesse que la bague en était une. Dans les souvenirs de Rogue dans le septième tome, on découvre que Dumbledore l'a portée et a failli être tué par le maléfice de la bague. Il la détruit finalement avec l'épée de Gryffondor imprégnée de venin de basilic.
La bague des Gaunt est le seul objet à être à la fois une Relique de la Mort et un Horcruxe.

### Médaillon de Salazar Serpentard

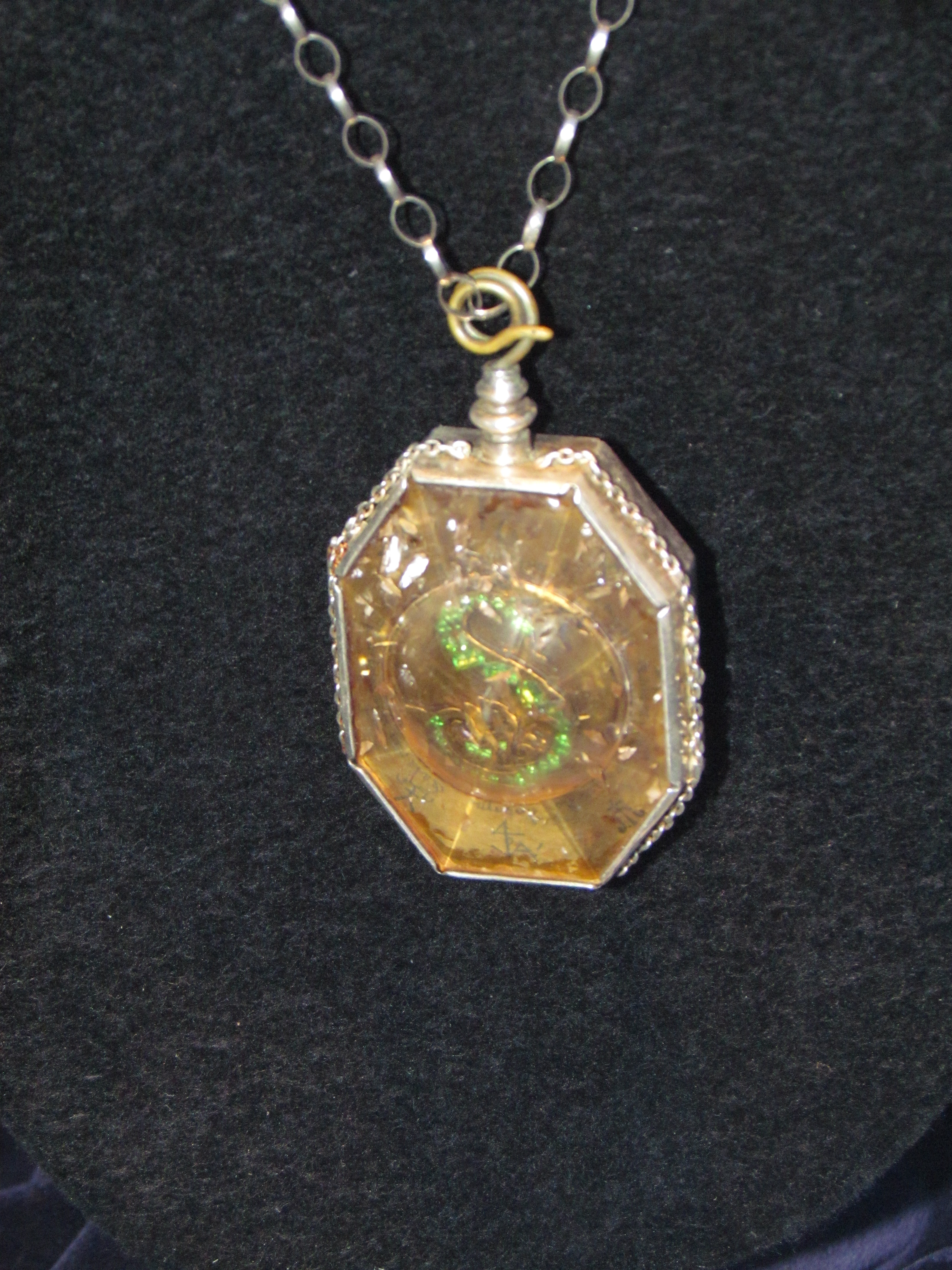

Le médaillon de Salazar Serpentard est un lourd médaillon d'or sur lequel se trouve la marque de Serpentard : un « S » ouvragé, en forme de serpent. Il fait partie, avec la bague des Gaunt, des derniers vestiges de l'immense fortune que possédait jadis la famille Gaunt, transmis en héritage de génération en génération depuis Salazar Serpentard lui-même. Il a été transmis à Merope Gaunt par son père, Elvis Marvolo, tandis que son frère Morfin héritait de la bague. Merope, abandonnée par Tom Jedusor Sr., enceinte et sans un sou, le vendit à la boutique de Barjow et Beurk pour la somme de 10 gallions. Il fut ensuite racheté par Hepzibah Smith à qui Beurk confia qu'il l'avait acheté à « une femme en haillons qui semblait l'avoir volé sans avoir aucune idée de sa valeur ».
Des années plus tard, après avoir terminé ses études à Poudlard, Tom Elvis Jedusor partit travailler quelque temps chez Barjow et Beurk en tant que vendeur où il entendit parler pour la première fois de Hepzibah Smith. Tom rendit souvent visite à la vieille femme et elle lui confia qu'elle possédait deux objets inestimables : la coupe de Helga Poufsouffle et le médaillon de Salazar Serpentard. Tom empoisonna alors la vieille femme, lui vola les deux objets, et se débrouilla pour faire accuser du meurtre l'elfe de maison des Smith. Tom assassina ensuite un clochard moldu afin de transformer le médaillon en horcruxe. Il cacha le médaillon dans une caverne qu'il avait découverte alors qu'il était à l'orphelinat. Il demanda à Regulus Black l'aide de son elfe de maison, Kreattur, pour tester les sortilèges de défense du médaillon mais Regulus sauva la vie de l'elfe.
Lorsque Regulus entreprit de trahir Voldemort, il demanda à Kreattur de le conduire dans la grotte où le médaillon était caché et remplaça celui-ci par un faux contenant un message destiné à Voldemort : « Au Seigneur des Ténèbres, je sais que je ne serai plus de ce monde bien avant que vous lisiez ceci. Mais je veux que vous sachiez que c'est moi qui ai découvert votre secret. J'ai volé le véritable Horcruxe et j'ai l'intention de le détruire dès que je pourrai. J'affronte la mort dans l'espoir qu'à l'heure où vous rencontrerez votre adversaire, vous serez de nouveau mortel. R.A.B. ». Regulus fut vaincu par les sortilèges de défense du médaillon et se noya dans le lac souterrain, emporté par des Inferi, gardiens de la caverne. Avant de mourir, il demanda à Kreattur d'emporter le véritable médaillon et de le détruire dès que possible. L'elfe ramena le médaillon au 12, square Grimmaurd et l'y cacha pendant des années sans être capable de le détruire. Après la mort de Sirius Black, la maison fut pillée par Mondingus Fletcher, qui vola le médaillon et tenta de le revendre au marché noir sur le Chemin de Traverse mais il fut arrêté par Dolores Ombrage qui le lui confisqua en échange de son indulgence, sans savoir toutefois que celui-ci était un des horcruxes de Voldemort. Ombrage conserva le médaillon jusqu'à ce que Harry, Ron et Hermione le lui dérobent au ministère de la Magie. Ron parviendra plus tard à le détruire grâce à l'épée de Godric Gryffondor qu'il trouvera au fond d'une mare gelée après avoir secouru Harry.

### Coupe de Helga Poufsouffle

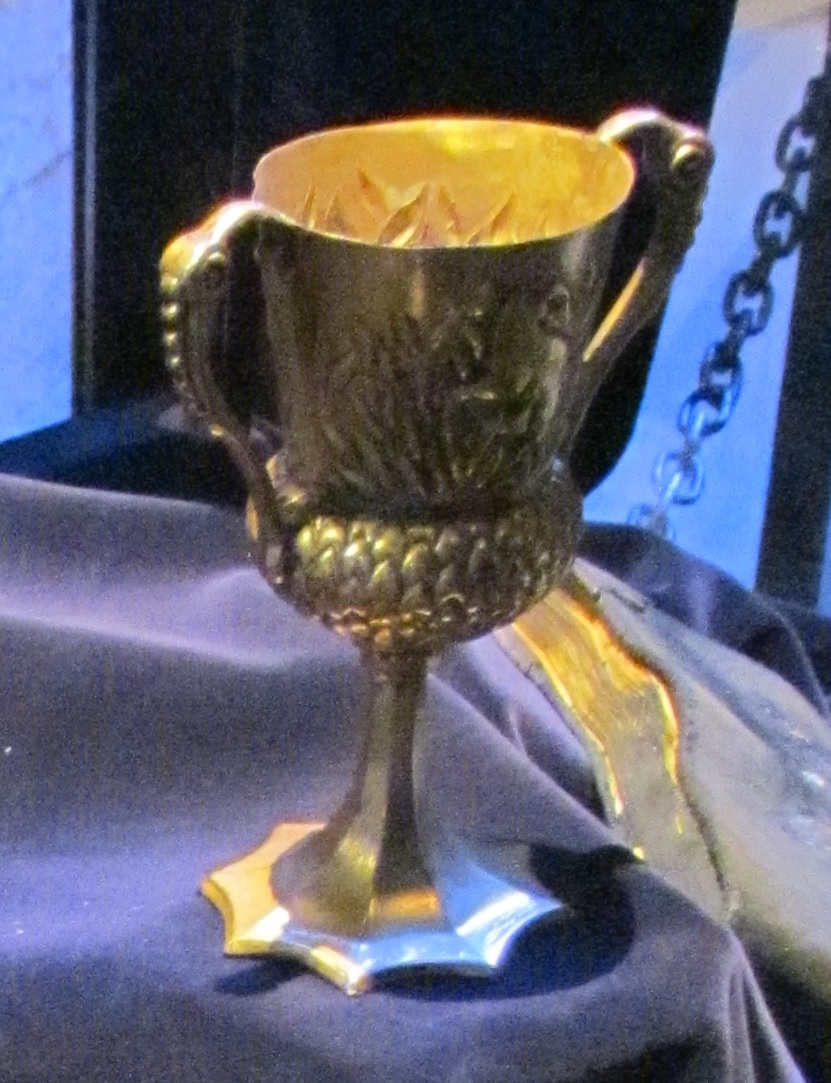

La coupe de Helga Poufsouffle est une relique ayant appartenu à la cofondatrice de Poudlard. C'est une petite coupe en or aux poignées finement ouvragées ornée d'un blaireau. Elle fut volée à Hepzibah Smith, une des lointaines descendantes de la cofondatrice de Poudlard, par Voldemort, en même temps que le médaillon de Serpentard. Après l'avoir transformée en Horcruxe à la suite du meurtre de son ancienne propriétaire, Voldemort la confia aux Lestrange qui la cachèrent dans leur coffre à Gringotts, l'un des plus sûrs de la banque. Pour la protéger, les Lestrange ajoutèrent un maléfice de Gemino qui fait se dupliquer tous les objets touchés dans la chambre.
Harry, Ron et Hermione réussirent à s'infiltrer dans la banque avec la complicité du gobelin Gripsec et en utilisant du Polynectar, et à y voler la coupe. Le gobelin garda l'épée de Gryffondor et le trio dut s'enfuir sans. Le Horcruxe fut finalement détruit par Hermione avec un crochet de Basilic qu'elle et Ron étaient allés chercher dans la Chambre des secrets.
Elle apparaît sur une peinture exposée dans la salle commune de Poufsouffle.

### Diadème de Rowena Serdaigle

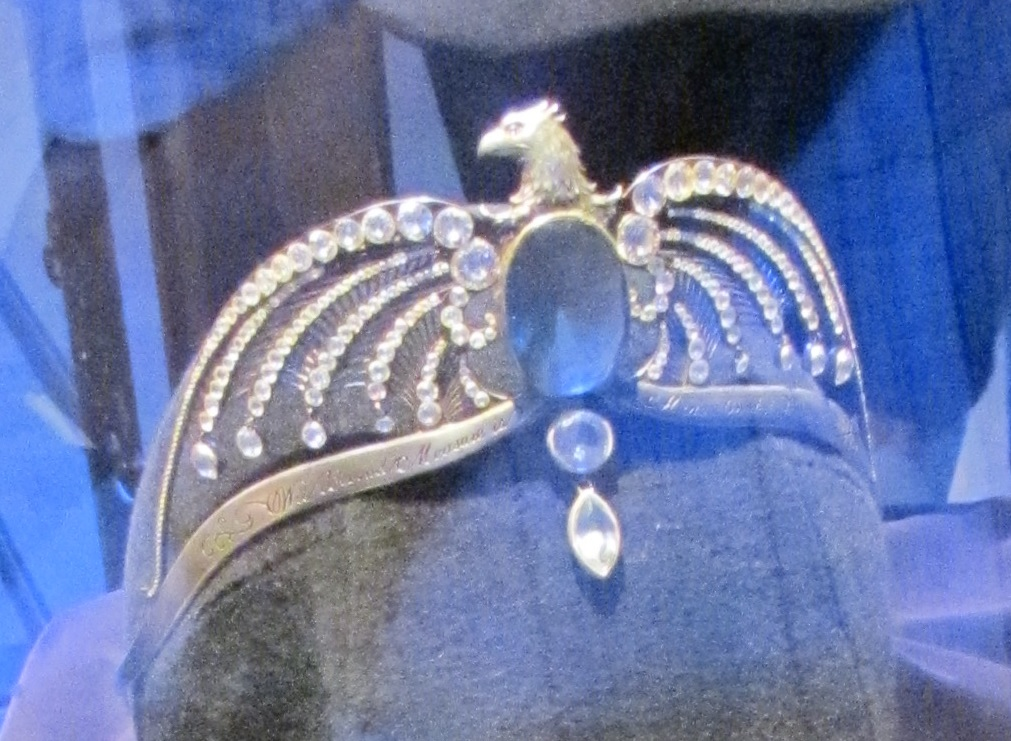

Le diadème de Rowena Serdaigle est un diadème ouvragé sur lequel sont écrits les mots « Tout homme s'enrichit quand abonde l'esprit ». Il fut volé par sa propre fille, Helena Serdaigle, dans l'espoir de « devenir plus intelligente, plus importante » que sa mère. Connue sous le nom de Dame Grise à Poudlard, elle révéla à Tom Elvis Jedusor sa cachette : dans « un arbre creux » d'une forêt d'Albanie. Une fois sorti de l'école, Voldemort s'en empara et le cacha dans la salle sur demande de Poudlard — dans sa configuration « lieu pour cacher un objet » — après l'avoir transformé en Horcruxe en tuant un paysan albanais, lorsqu'il revint à l'école pour demander un poste de professeur à Albus Dumbledore.
Lancé sur sa piste par Luna Lovegood, Harry va voir sa reproduction dans la salle commune des Serdaigle avant de se rappeler où il a déjà vu un diadème semblable : l'année précédente dans la salle sur demande. Il l'avait alors utilisé pour repérer l'endroit où il avait caché le livre du Prince en le posant sur l'effigie en pierre d'un vieux sorcier affublé d'une perruque. Il est alors décrit comme « terni ». Lors de la bataille de Poudlard, le trio retourne dans la salle récupérer le diadème mais est suivi par Drago Malefoy, Vincent Crabbe et Gregory Goyle. Crabbe utilise alors un Feudeymon qui détruit la salle et le diadème.

### Nagini
Nagini est le serpent de Voldemort. Elle est décrite comme un gigantesque serpent vert long de trois mètres. Grâce à un mélange de venin et de sang de licorne, Peter Pettigrow obtient une potion qui permet à Voldemort de survivre. Ce serpent est le dernier Horcruxe que Voldemort crée en tuant Bertha Jorkins en 1994.
Lors de la cinquième année d'Harry, elle sert comme espionne au Ministère de la Magie et attaque Arthur Weasley qui monte la garde devant le Département des Mystères.
En 1997, elle prend possession du cadavre de Bathilda Tourdesac pour tendre un piège à Harry Potter à Godric's Hollow. Après l'avoir éloigné d'Hermione, elle lui parle en Fourchelang sans que Harry ne s'en aperçoive, avant qu'un violent combat s'engage. Elle appelle alors Voldemort mais Harry et Hermione réussissent à transplaner juste avant. Lorsque Voldemort découvre qu'Harry, Ron et Hermione ont détruit presque tous ses horcruxes, il crée une bulle de protection autour de Nagini et garde le serpent continuellement à ses côtés pour le protéger. Après avoir tué Severus Rogue, elle est décapitée par Neville Londubat avec l'épée de Godric Gryffondor lors de la bataille de Poudlard.

### Dernier horcruxe
Harry apprend l'existence d'un septième et dernier horcruxe à la fin du septième tome. Cet horcruxe a été créé à Godric's Hollow, la nuit du 31 octobre 1981 lorsque Voldemort a attaqué Harry Potter pour la première fois. Trop instable et affaiblie par la création des Horcruxes précédents et par les différents crimes commis, l'âme de Voldemort s'est déchirée quand son Avada Kedavra dirigé contre Harry s'est retourné contre lui. Une partie de son âme a été arrachée sous l'impact du sort mortel, et elle s'est finalement liée au seul être encore vivant dans la maison, Harry, qui est devenu à l'insu de Voldemort le dernier Horcruxe. 
Cette part de l'âme de Voldemort créa le lien de legilimancie entre Harry et Voldemort, et donna à Harry le pouvoir de parler le Fourchelang, la langue des serpents. Pour que Voldemort redevienne mortel, Harry doit se laisser tuer par Voldemort. Dumbledore a en effet souligné qu'il est essentiel que Voldemort tue Harry Potter lui-même. C'est justement l'ordre de Voldemort, qui a interdit à ses mangemorts d'attenter eux-mêmes à la vie de Harry, leur ordonnant au contraire de l'amener devant lui. Acceptant de se sacrifier pour aider à débarrasser le monde de Voldemort, Harry se présente alors devant son ennemi et se laisse tuer. Ce faisant, Voldemort détruit en fait lui-même son septième Horcruxe, tandis que Harry survit.